# Americká fonetická notace
Americká fonetická notace, anglicky Americanist phonetic notation (APN), také [North] American[ist] Phonetic Alphabet (APA), je fonetická abeceda amerikanistů, soustava fonetické abecedy pro fonetický a fonemický zápis výslovnosti původních amerických a evropských jazyků, vyvinutý pro evropské a americké antropology a jazykovědce a studenty. Tato notace je běžně užívaná lingvisty pracujícími se slovanskými, indickými, uralskými, semitskými a kavkazskými jazyky (uralisté používají verzi známou jako uralská fonetická abeceda), avšak zdaleka ne jen americkými. Např. její varianta je obecný standard transkripce arabštiny v magazínu německé orientalistické společnosti Zeitschrift der Deutschen Morgenländischen Gesellschaft. Některé „amerikanistické“ znaky se používají pro některé zápisy jako doplňková nestandardní písmena v IPA.

## Historie
John Wesley Powell používal sadu fonetických symbolů ve svých publikacích od roku 1880 pro americkou jazykovou rodinu se symboly z jiných dříve vydaných knih fonetiků a autorů postupně od roku 1820. Zároveň se užívaly i poněkud odlišné sady znaků, např. F. Boase od r. 1911. Boasova abeceda se rozšířila do publikací Americké antropologické společnosti v r. 1916. Ta byla pozměňována a diskutovalo se o ní v článcích v 20. a 30. letech. Americkou notaci lze vidět v časopisech Americký antropolog (American Anthropologist), Mezinárodní zpravodaj americké lingvistiky (International Journal of American Linguistics) a Jazyk (Language).

## Srovnání s IPA
Oproti IPA (Mezinárodní fonetická abeceda) APN neslaďuje znakové styly: řecké a latinkové znaky se užívají vedle sebe. Další odlišnost je volné užití diakritiky, kdežto IPA vyhrazuje diakritická znaménka zvláštním účelům vůči nově vytvořeným písmenům jako tvarovou obměnu. Příčinou těchto rozdílů je odlišnost filozofie. Amerikanisté se zajímali o zápis pomocí znaků stávajících písem jako praktičtější a účelnější, takže byly použité znaky řeckého a východoevropského pravopisu.

## Abeceda

### Souhlásky
Toto je přehledová tabulka fonetických znaků pro souhlásky používaných lingvisty respektujícími amerikanistickou tradici zápisu (transkripce):
|           |               |               |                     | Bilabiály | Labiodentály | Dentály | Alveoláry | Retroflexy | Alveoláry | Palatály | Veláry | Uvuláry | Faryngály | Laryngály |
| plozivy   | prosté        | prosté        | neznělé             | p         |              | t̪       | t         | ṭ          | t̯         | k̯        | k      | q       |           |           |
| plozivy   | prosté        | prosté        | znělé               | b         |              | d̪       | d         | ḍ          | d̯         | g̑        | g      | ġ       |           |           |
| plozivy   | glotalizované | glotalizované | neznělé (ejektivní) | p̓         |              | t̪̕       | t̕         | ṭ̕          | t̯̕         |          | k̓      | q̓       |           | ʔ         |
| plozivy   | glotalizované | glotalizované | znělé (implozivní)  | b̓         |              |         | d̓         |            |           |          | g̓      | ġ̕       |           |           |
| afrikáty  | středové      | neznělé       | neznělé             |           | pf           | tθ      | c         | č̣          | č         |          | kˣ     | qˣ̣      |           |           |
| afrikáty  | středové      | znělé         | znělé               |           | bv           | dð      | ʒ         | ǯ̣          | ǯ         |          | gγ     | ġγ̇      |           |           |
| afrikáty  | středové      | glotalizované | glotalizované       |           |              | t̕θ      | c̓         |            | č̓         |          |        |         |           |           |
| afrikáty  | laterály      | neznělé       | neznělé             |           |              |         | ƛ         |            |           |          |        |         |           |           |
| afrikáty  | laterály      | znělé         | znělé               |           |              |         | λ         |            |           |          |        |         |           |           |
| afrikáty  | laterály      | glotalizované | glotalizované       |           |              |         | ƛ̕         |            |           |          |        |         |           |           |
| frikatívy | středové      | neznělé       | neznělé             | φ         | f            | θ       | s         | ṣ          | š         | x̯        | x      | x̣       | ḥ         | h         |
| frikatívy | středové      | neznělé       | neznělé             | φ         | f            | s̪       | s         | ṣ          | š         | x̯        | x      | x̣       | ḥ         | h         |
| frikatívy | středové      | znělé         | znělé               | β         | v            | ð       | z         | ẓ          | ž         | γ̑        | γ      | γ̇       | ʕ         |           |
| frikatívy | středové      | znělé         | znělé               | β         | v            | z̪       | z         | ẓ          | ž         | γ̑        | γ      | γ̇       | ʕ         |           |
| frikatívy | středové      | glotalizované | glotalizované       |           |              | s̓       |           |            |           |          |        |         |           |           |
| frikatívy | laterály      | neznělé       | neznělé             |           |              | ł       |           |            |           |          |        |         |           |           |
| frikatívy | laterály      | glotalizované | glotalizované       |           |              | ł̕       |           |            |           |          |        |         |           |           |
| nazální   | nazální       | neznělé       | neznělé             | M         | Ɱ            |         | N         |            | Ñ         |          | Ṇ      |         |           |           |
| nazální   | nazální       | znělé         | znělé               | m         | ɱ            | n̪       | n         | ṇ          | ñ         | ŋ̑        | ŋ      | ŋ̇       |           |           |
| nazální   | nazální       | glotalizované | glotalizované       | m̓         |              |         | n̓         |            |           |          | ŋ̓      | ŋ̇̕       |           |           |
| likvidní  | vibranty      | prosté        | prosté              |           |              |         | r         | ṛ          |           |          |        | ʀ       |           |           |
| likvidní  | vibranty      | glotalizované | glotalizované       |           |              |         | r̓         |            |           |          |        |         |           |           |
| likvidní  | laterály      | prosté        | prosté              |           |              | l̪       | l         | ḷ          |           | l̯        | ʟ      |         |           |           |
| likvidní  | laterály      | glotalizované | glotalizované       |           |              |         | l̕         |            |           |          |        |         |           |           |
| likvidní  | aproximanty   | prosté        | prosté              | w         |              |         |           |            |           | y        |        |         |           |           |
| likvidní  | aproximanty   | glotalizované | glotalizované       | w’        |              |         |           |            |           | y’       |        |         |           |           |